# Saison 2022 de l'équipe cycliste féminine DSM
La saison 2022 de l'équipe cycliste féminine DSM est la douzième de la formation. Coryn Labecki et Susanne Andersen quittent l'équipe et sont remplacées par de jeunes coureuses.
Lorena Wiebes confirme être la meilleure sprinteuse du peloton avec 23 victoires dont 13 en World Tour. Dans le détail, elle gagne le Tour de Drenthe, toutes les étapes et le classement général de la RideLondon-Classique, trois étapes du Women's Tour, quatre des six étapes du Baloise Ladies Tour, deux étapes du Tour de France, le championnat d'Europe sur route, trois étapes et le classement général du Simac Ladies Tour, ainsi que diverse semi-classiques. En sus, elle est deuxième de la Classic Bruges-La Panne. Liane Lippert remporte le championnat d'Allemagne sur route, est troisième de l'Amstel Gold Race, deuxième du Tour de Scandinavie, ainsi que quatrième du Ceratizit Challenge by La Vuelta et du Tour de Romandie. Surement l'une des plus fortes du championnat du monde, elle se classe quatrième. Juliette Labous gagne le Tour de Burgos, elle se classe quatrième du Tour de France et gagne une étape de montagne du Tour d'Italie. Elle est également cinquième du Tour du Pays basque. Pfeiffer Georgi est deuxième de l'Open de Suède Vårgårda. Lorena Wiebes est deuxième du classement UCI et quatrième du World Tour. DSM est troisième des deux classements par équipes.

## Préparation de la saison

### Partenaires et matériel de l'équipe
L'entreprise DSM, conglomérat spécialisé dans la chimie et l'exploitation minière, parraine l'équipe.

### Arrivées et départs
L'effectif est plutôt stable. Le recrutement est jeune avec deux néo-professionnelles et deux coureuses en dessous de 25 ans.
Au niveau des départs, les sprinteuses Coryn Labecki (Rivera) et Susanne Andersen partent. Wilma Olausson et Julia Soek quittent également la formation.
| Arrivées         | Équipe 2021         |
| ---------------- | ------------------- |
| Francesca Barale | Néo-professionnelle |
| Léa Curinier     | Arkéa               |
| Charlotte Kool   | NXTG Racing         |
| Elise Uijen      | Néo-professionnelle |

| Départs          | Équipe 2022 |
| ---------------- | ----------- |
| Susanne Andersen | Uno-X Pro   |
| Coryn Labecki    | Jumbo-Visma |
| Wilma Olausson   | Uno-X Pro   |
| Julia Soek       |             |

### Effectifs
| Effectif 2022            | Effectif 2022     | Effectif 2022 | Effectif 2022                          |
| Cycliste                 | Date de naissance | Pays          | Équipe précédente                      |
| ------------------------ | ----------------- | ------------- | -------------------------------------- |
| Francesca Barale         | 29 avril 2003     | Italie        | VO2 Team Pink (2021)                   |
| Léa Curinier             | 21 avril 2001     | France        | Arkéa Pro Cycling Team (2021)          |
| Pfeiffer Georgi          | 27 septembre 2000 | Royaume-Uni   | Jadan Weldtite (2018)                  |
| Megan Jastrab            | 29 janvier 2002   | États-Unis    | Rally Cycling (2020)                   |
| Leah Kirchmann           | 30 juin 1990      | Canada        | Optum-Kelly Benefit Strategies (2015)  |
| Franziska Koch           | 13 juillet 2000   | Allemagne     | Watersley International (2019)         |
| Charlotte Kool           | 6 mai 1999        | Pays-Bas      | NXTG Racing (2021)                     |
| Juliette Labous          | 4 novembre 1998   | France        | VC Morteau Montbenoit (2016)           |
| Liane Lippert            | 13 janvier 1998   | Allemagne     |                                        |
| Floortje Mackaij         | 18 octobre 1995   | Pays-Bas      |                                        |
| Esmée Peperkamp          | 23 juillet 1997   | Pays-Bas      | Loving potatoes-de Jonge Renner (2020) |
| Elise Uijen              | 23 juin 2003      | Pays-Bas      |                                        |
| Lorena Wiebes            | 17 mars 1999      | Pays-Bas      | Parkhotel Valkenburg (2020)            |
|                          |                   |               |                                        |
| Source : ProCyclingStats |                   |               |                                        |

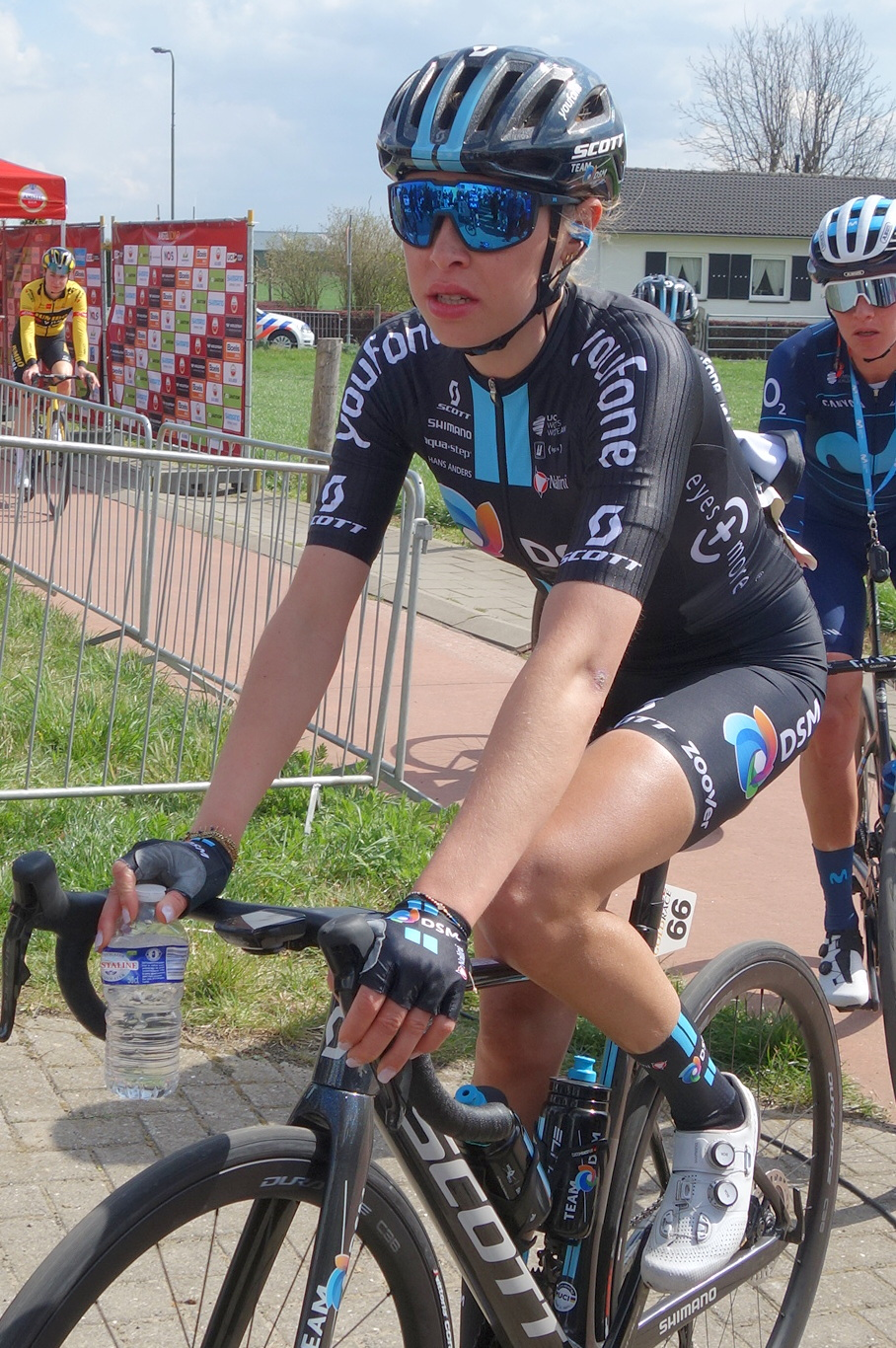
Léa Curinier
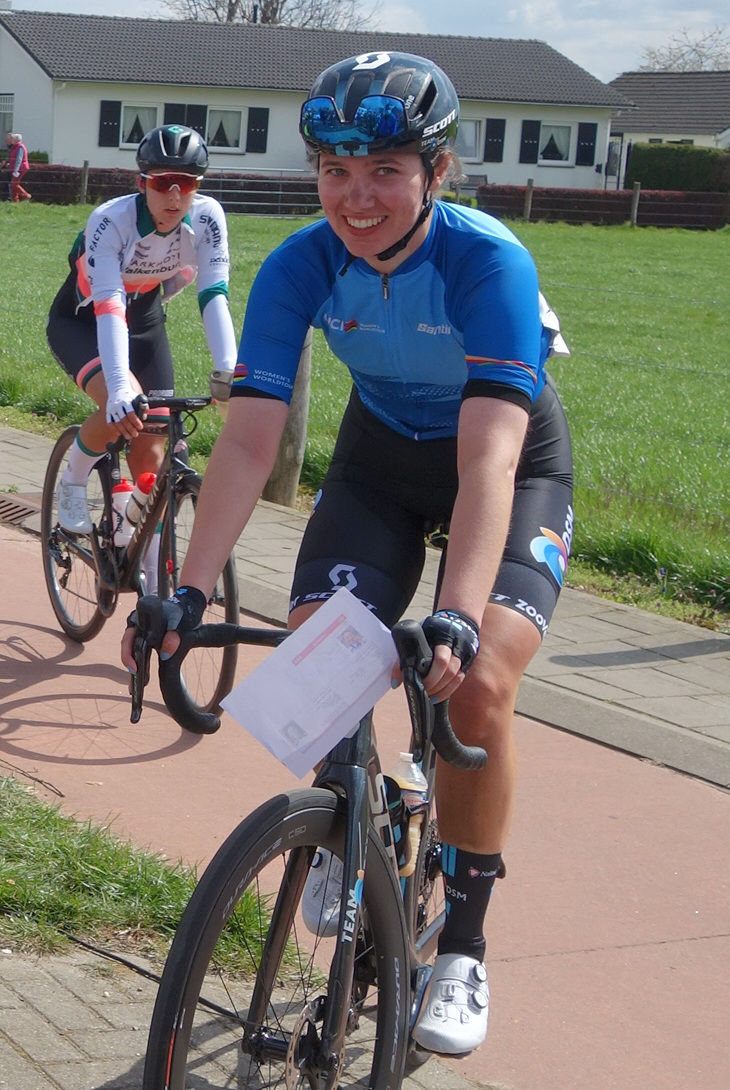
Pfeiffer Georgi
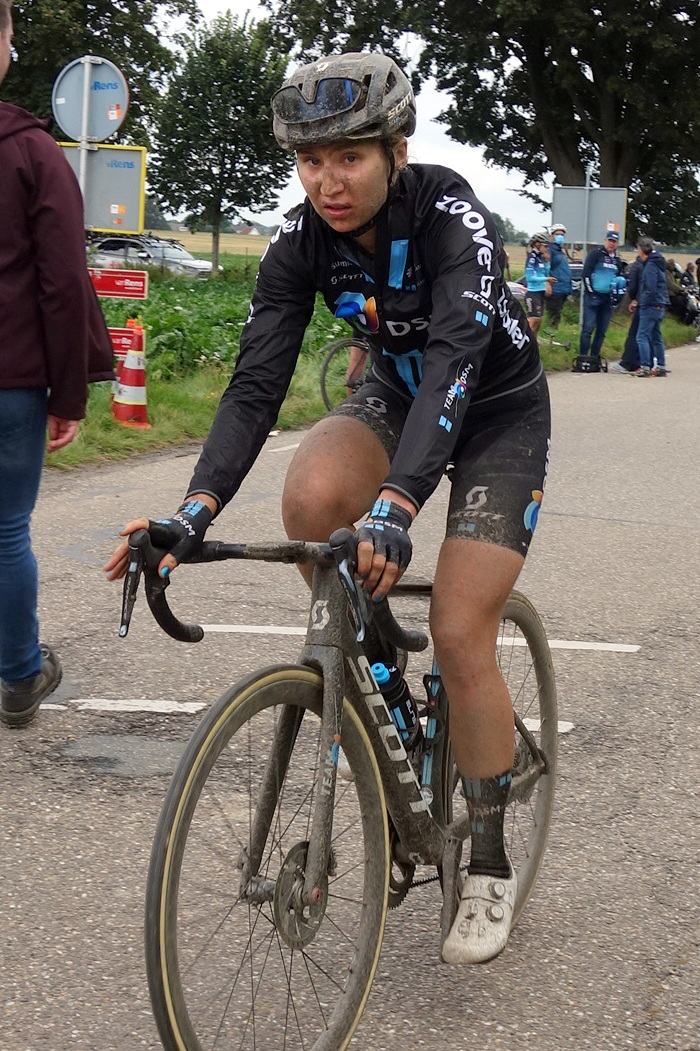
Megan Jastrab en 2021
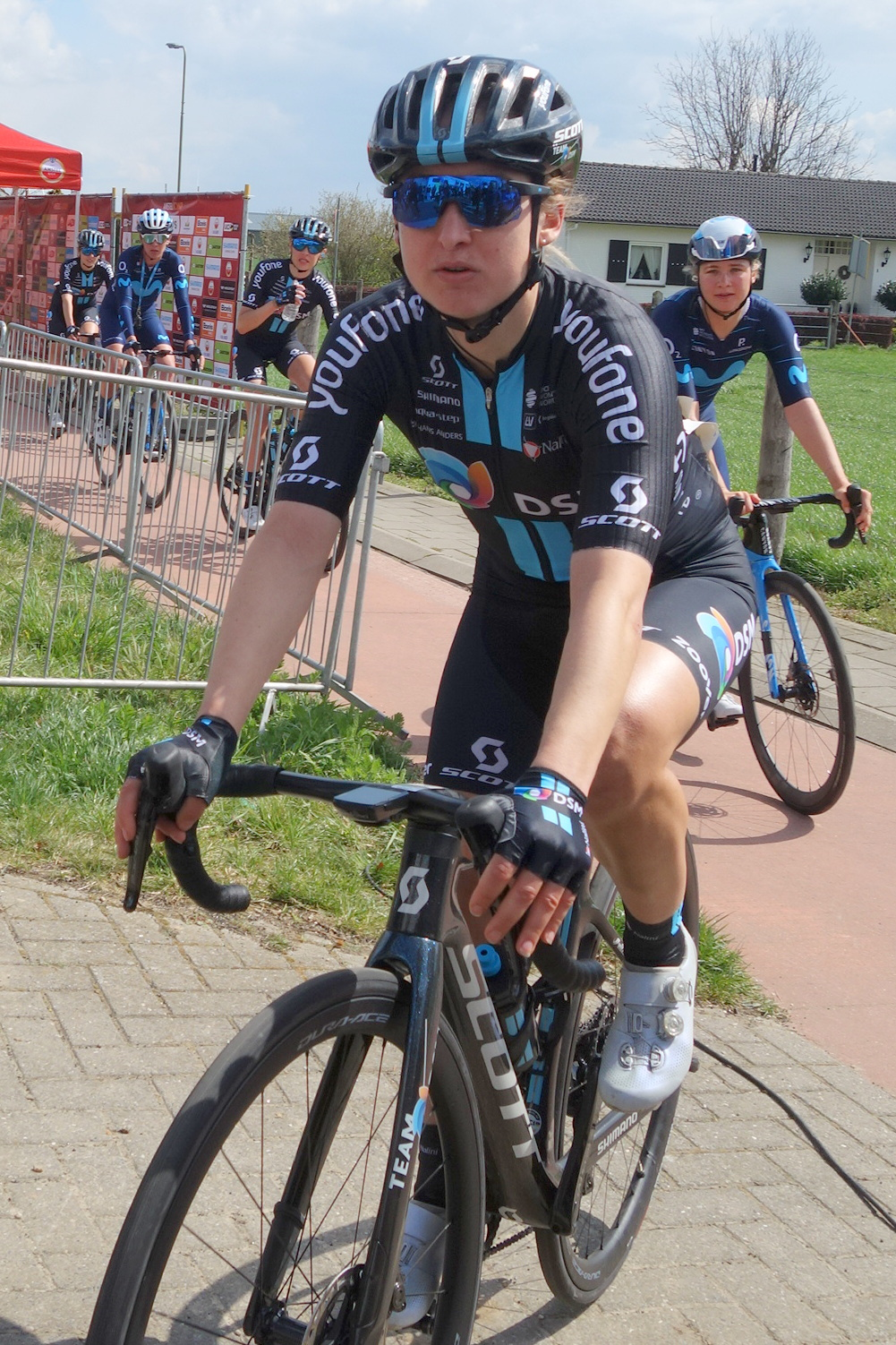
Leah Kirchmann
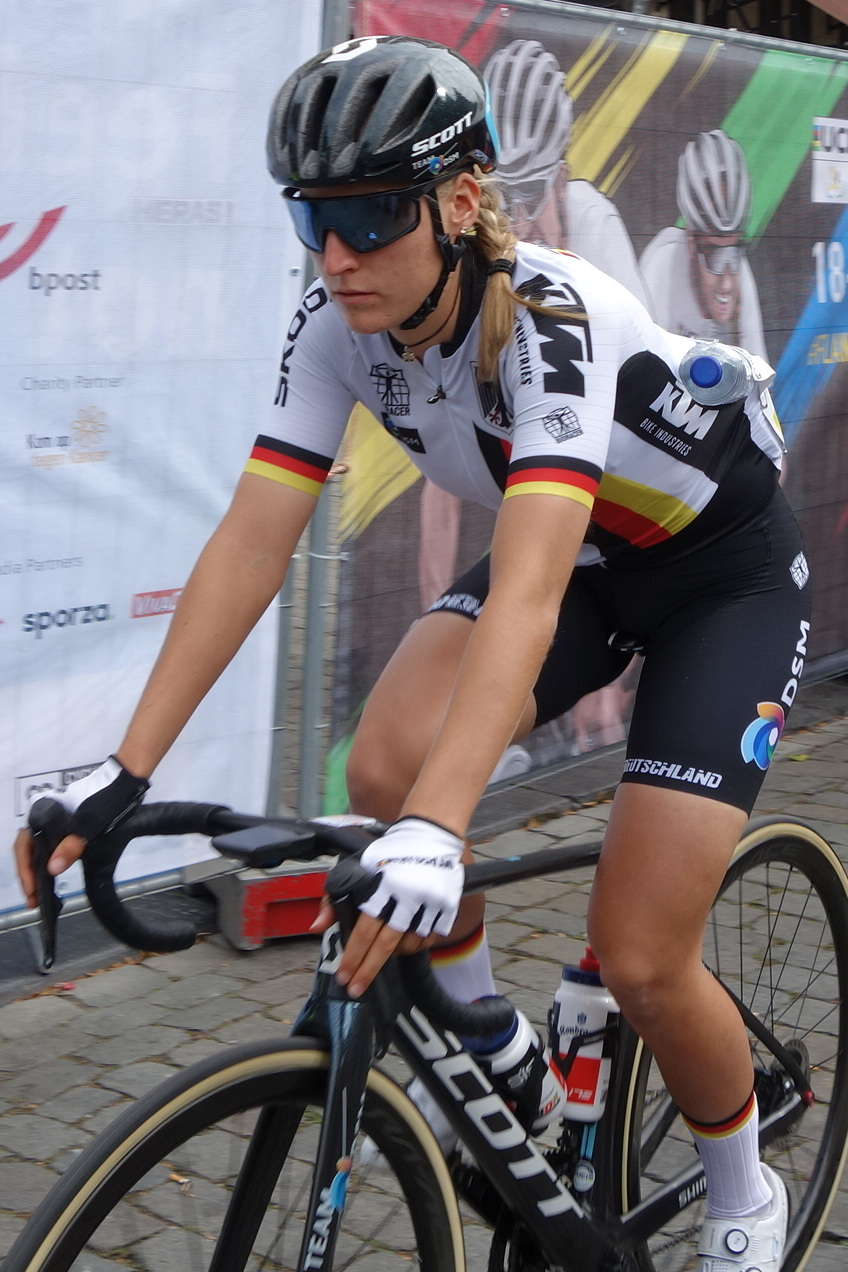
Franziska Koch en 2021
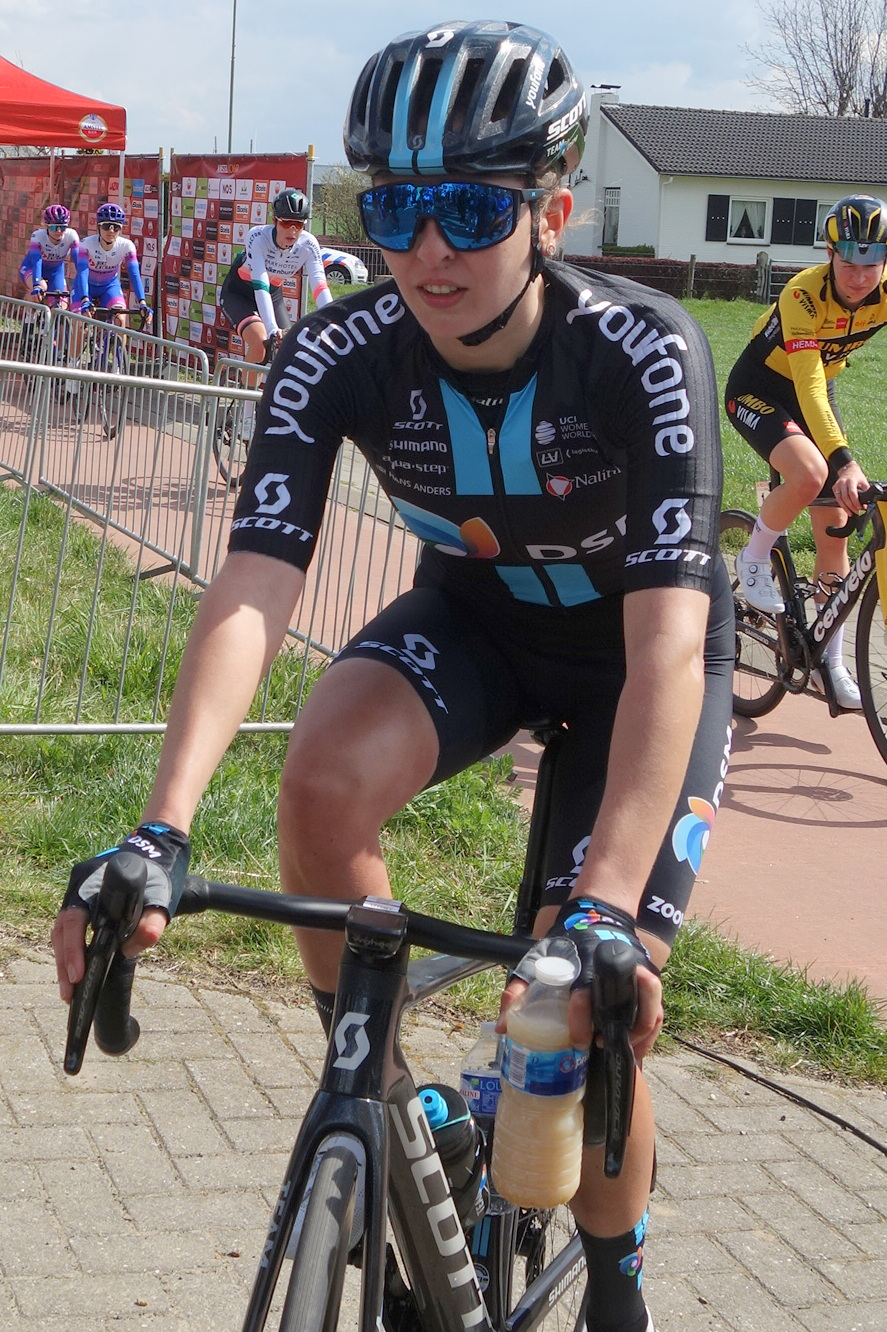
Juliette Labous
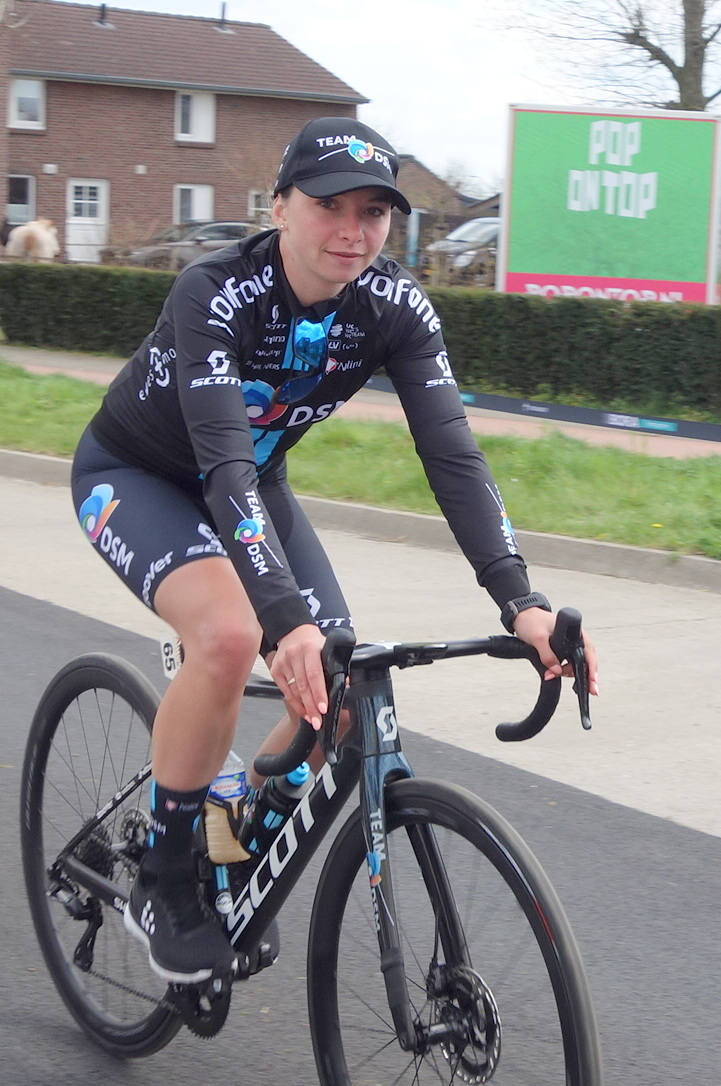
Liane Lippert
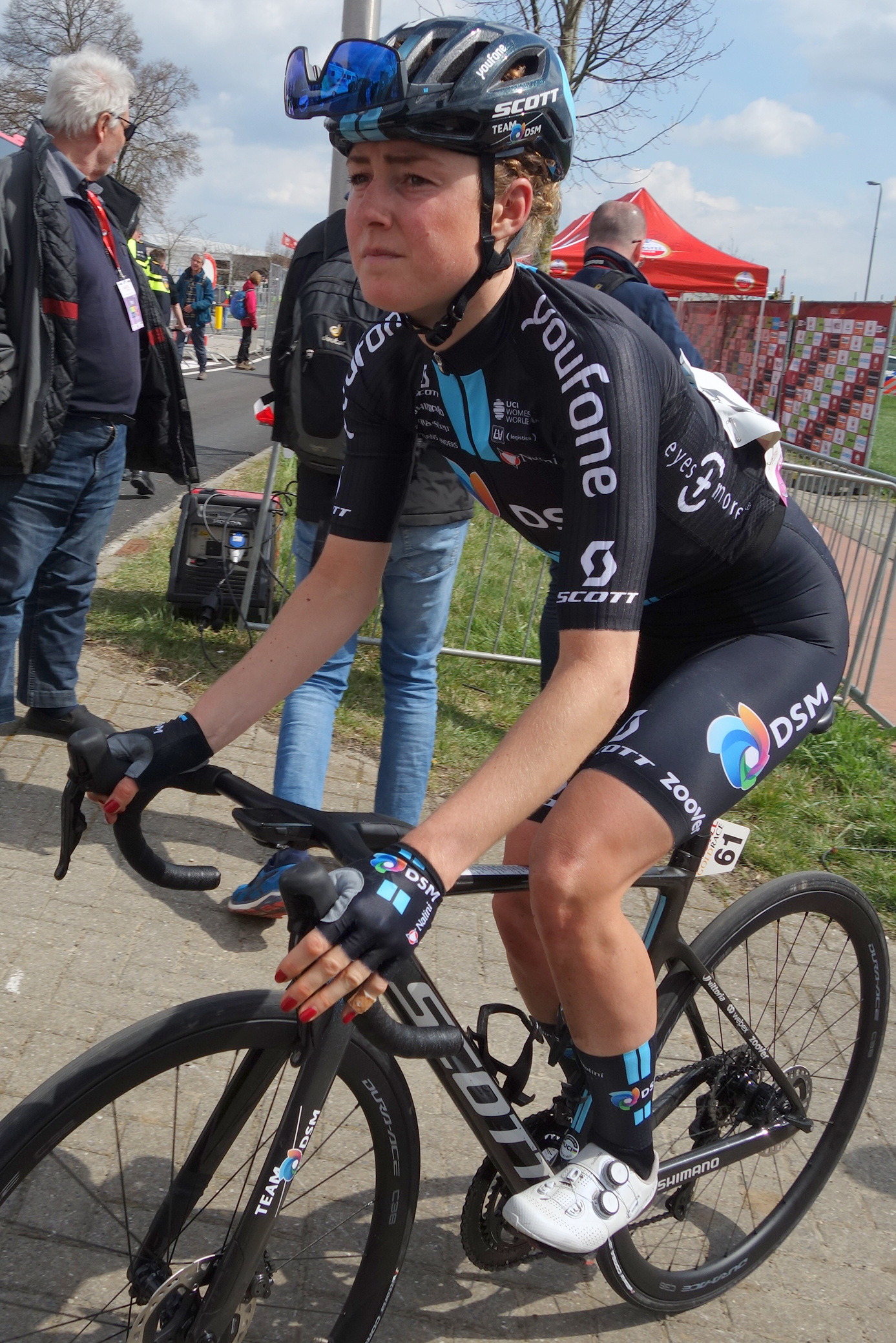
Floortje Mackaij
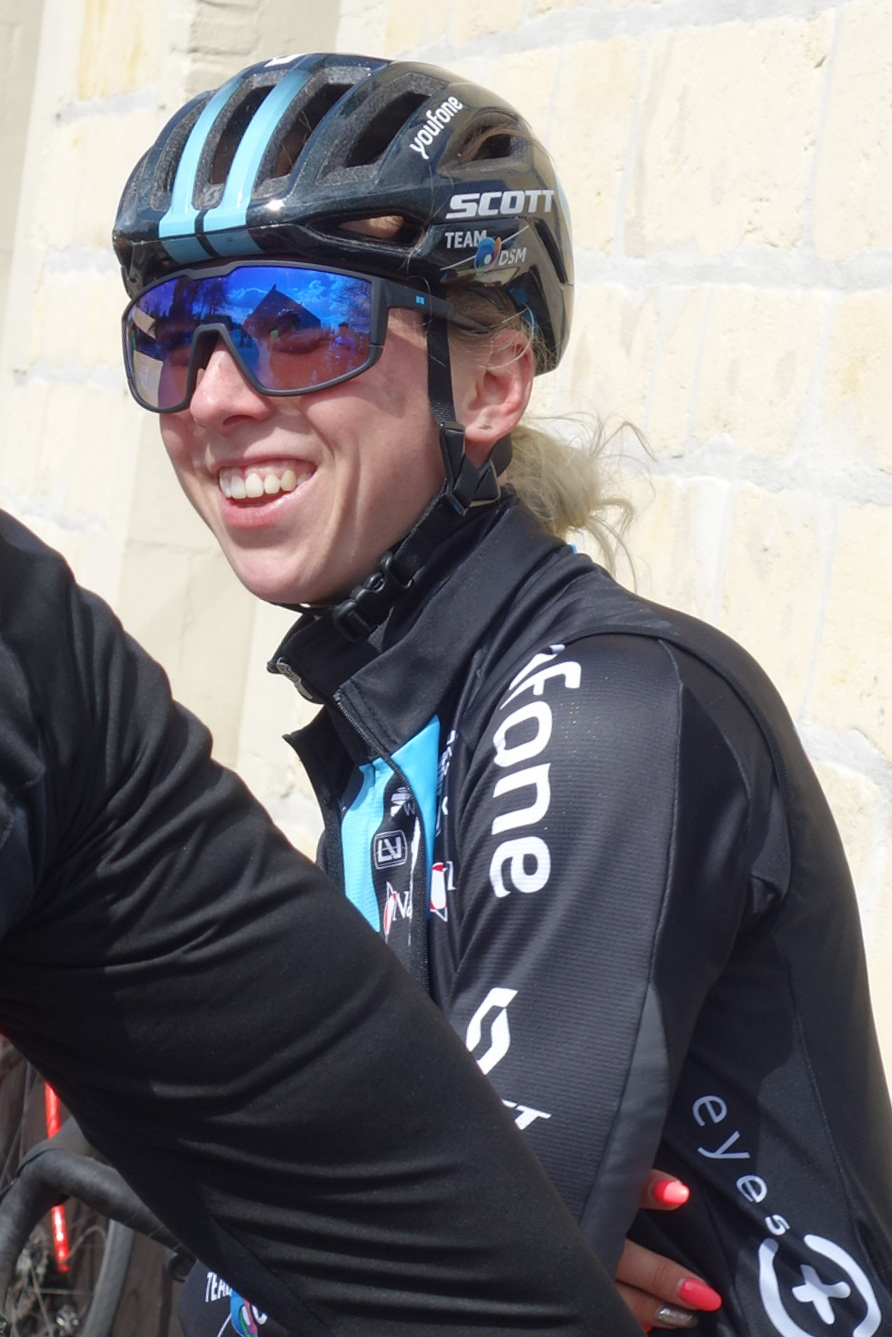
Lorena Wiebes

### Encadrement
Rudie Kemna est directeur sportif. Iwan Spekenbrink est le directeur de l'équipe auprès de l'UCI.

## Déroulement de la saison

### Février
Au Circuit Het Nieuwsblad, dans le Leberg, Marlen Reusser attaque. Elle est suivie par Ellen van Dijk, Anna Henderson et Liane Lippert. Elles obtiennent une minute d'avance. Dans le mur de Grammont, les favorites se détachent du peloton et reviennent sur la tête. Dans le Bosberg, Annemiek van Vleuten et Demi Vollering s'échappent. Lorena Wiebes règle le groupe de poursuite et est donc troisième. Le lendemain, à l'Omloop van het Hageland, Charlotte Kool fait partie de la première échappée qui est rapidement reprise. Un groupe de dix avec Pfeiffer Georgi et Floortje Mackaij se forme dans les trente derniers kilomètres. Floortje Mackaij attaque à cinq kilomètres de l'arrivée, mais est reprise aux trois kilomètres. Pfeiffer Georgi tente ensuite deux fois sans plus de succès. Au sprint, Floortje Mackaij est troisième.

### Mars
Aux Strade Bianche, à vingt-neuf kilomètres de l'arrivée, Chantal van den Broek-Blaak part. Elle est suivie par Elisa Longo Borghini et Liane Lippert. Elles sont rapidement reprises. Liane Lippert termine treizième. Lorena Wiebes s'impose au GP Oetingen. Au Tour de Drenthe, à trente-trois kilomètres du but, un groupe avec Pfeiffer Georgi se forme. Leur avance monte à trente-cinq secondes. Les formations Trek-Segafredo et Canyon-SRAM mène la poursuite. Lorena Wiebes est victime d'une crevaison. Dans la dernière ascension du VAM, dix coureuses sortent. Derrière, le groupe de chasse est constitué de douze athlètes. Pfeiffer Georgi provoque le regroupement. Lorena Wiebes lance le sprint dans la roue d'Elisa Balsamo. La Néerlandaise s'impose devant l'Italienne. Au Trofeo Alfredo Binda-Comune di Cittiglio, à dix kilomètres de l'arrivée, Cavalli passe à l'offensive. Elle est suivie par Liane Lippert, Alena Amialiusik et Ashleigh Moolman-Pasio. Elisa Longo Borghini ramène le peloton. Cavalli part alors de nouveau, cette fois ramenée par Moolman. Liane Lippert attaque proche du sommet. Elle est reprise par Trek-Segafredo à cinq kilomètres de la ligne. Juliette Labous se classe onzième.
À la Nokere Koerse, Lorena Wiebes effectue un sprint très long dans le Nokereberg. Elle gagne avec plusieurs vélos d'avance. À la Classic Bruges-La Panne, Elisa Balsamo la devance dans la dernière ligne droite. Sur Gand-Wevelgem, entre le Baneberg et le Monteberg, Lotte Kopecky, Katarzyna Niewiadoma, Anna Henderson et Liane Lippert s'échappent. À quarante-huit kilomètres de la ligne, une chute entraîne Lorena Wiebes.  Cette dernière remonte sur son vélo, mais doit abandonner plus loin. Un regroupement général a lieu à quarante-quatre kilomètres du but.
Lors d'À travers les Flandres, Liane Lippert est dans le groupe qui sort dans  Berg Ten Houte. Il est néanmoins rapidement repris. Après le Kanarieberg, Georgia Baker et Juliette Labous reviennent ensuite sur Brodie Chapman. Un regroupement général a lieu.  Floortje Mackaij  est l'attaquante suivante. Chapman revient sur la Néerlandaise. Elles comptent trente secondes d'avance au Nokereberg. Lippert est dans le groupe de poursuite. L'échappée est reprise à huit kilomètres de l'arrivée. Pfeiffer Georgi se classe quatrième du sprint.

### Avril

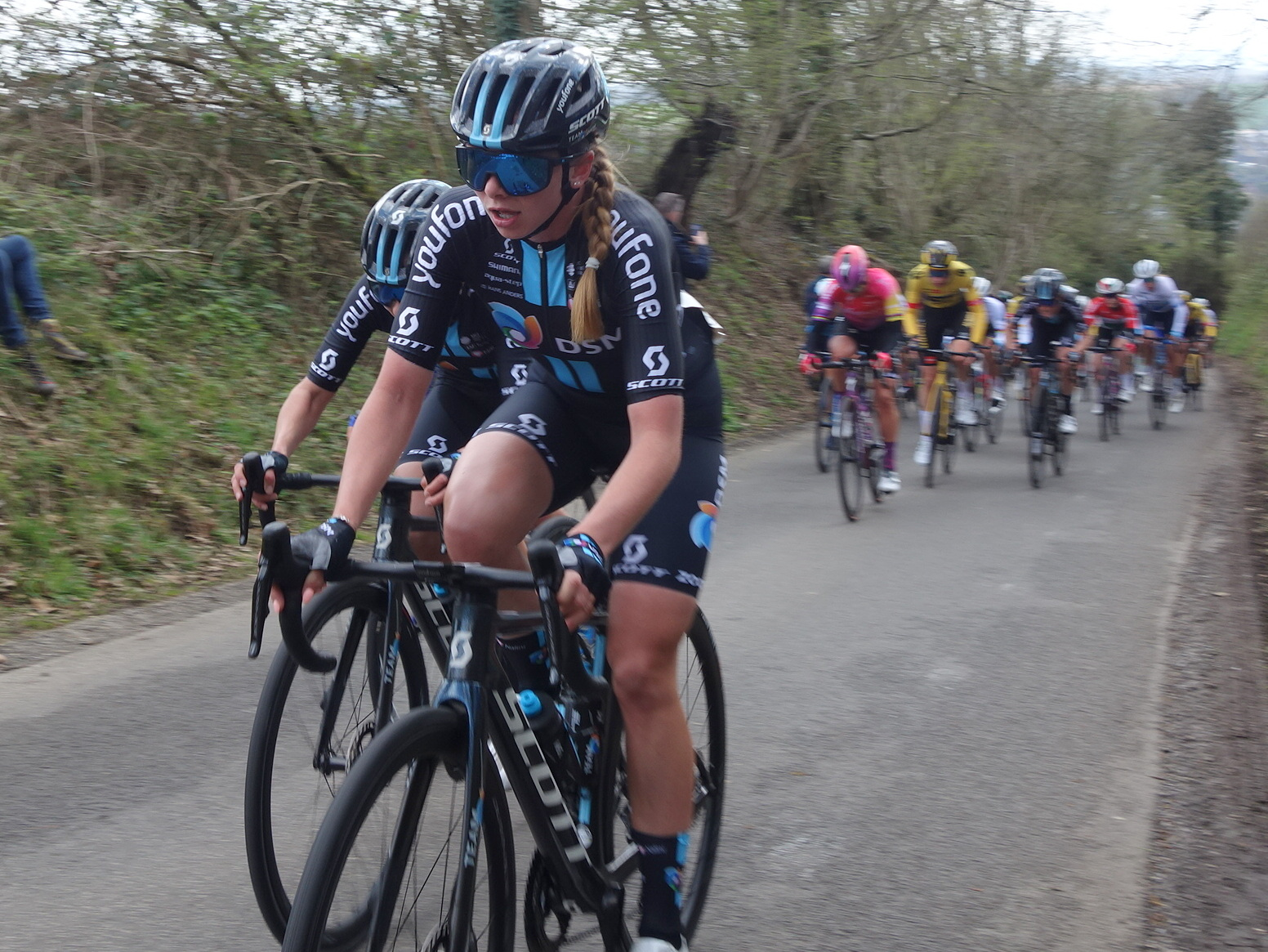
Liane Lippert à l'Amstel Gold Race

Lorena Wiebes s'impose au sprint au Grand Prix de l'Escaut,. À l'Amstel Gold Race, Liane Lippert revient en début de course sur un groupe de favorites qui est sorti auparavant. Dans la deuxième ascension du Cauberg, un regroupement général a lieu. Dans la dernière montée du Cauberg, Floortje Mackaij imprime le rythme. Annemiek van Vleuten accélère. Seule Liane Lippert peut la suivre. Sur le replat, Niewiadoma, Vollering, Moolman-Pasio, García et Cavalli rentrent. Cette dernière sort seule. Liane Lippert est troisième de la course. Sur la Flèche brabançonne, à trente kilomètres du but, Demi Vollering produit une accélération violente. Elle est suivie par Pauliena Rooijakkers. Juliette Labous part en poursuite, mais ne peut opérer la jonction. Liane Lippert est troisième de la course et Labous cinquième.

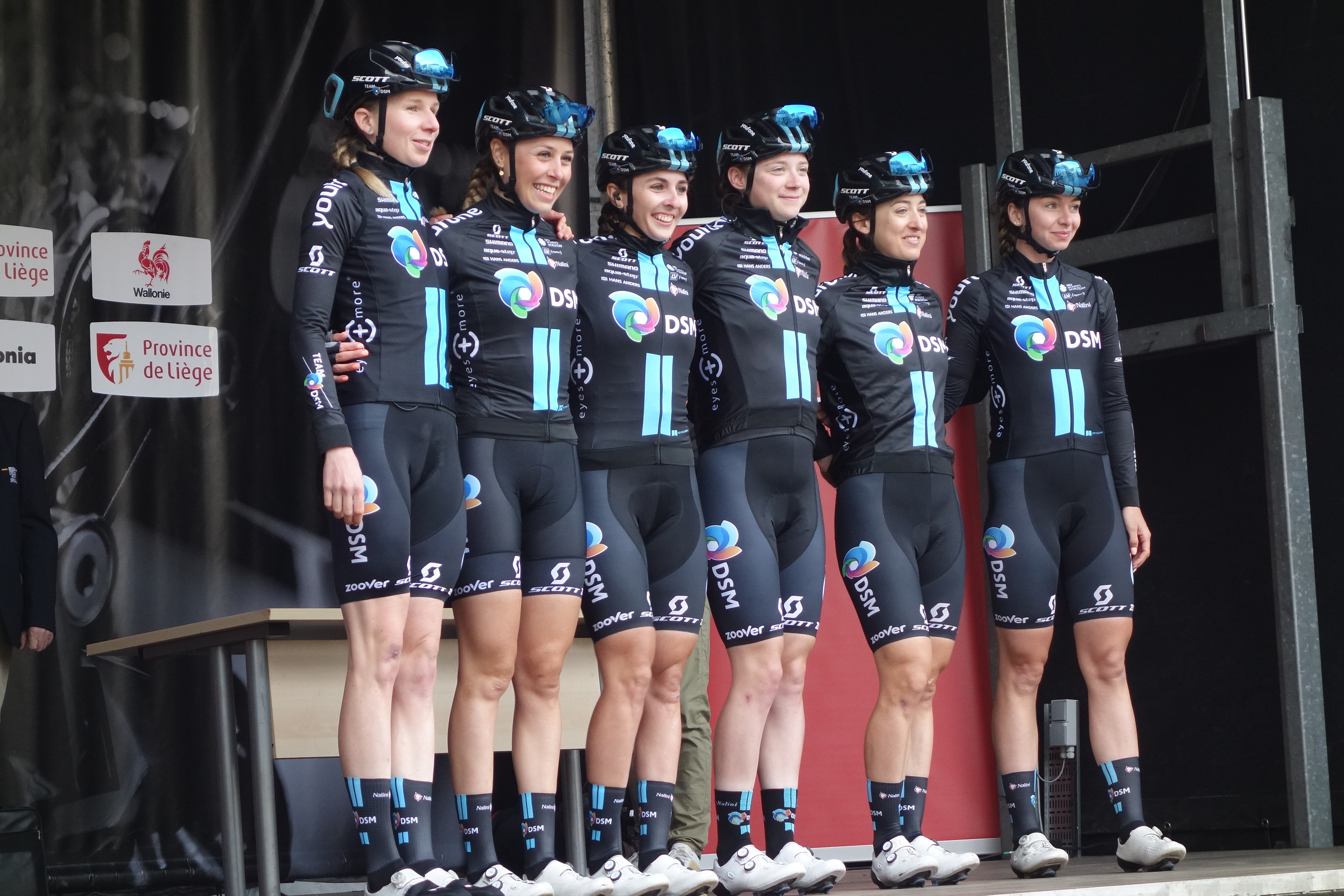
Équipe à la Flèche wallonne

À Paris-Roubaix, avant le carrefour de l'arbre Pfeiffer Georgi attaque pour revenir sur Elisa Longo Borghini, mais sans succès. Floortje Mackaij est sixième de la course et Pfeiffer Georgi neuvième. À la Flèche wallonne, Liane Lippert prend la septième place en haut du mur de Huy. Sur Liège-Bastogne-Liège, elle est huitième.

### Mai
Charlotte Kool, lancée par Lorena Wiebes, remporte la course au sprint le Grand Prix Eco-Struct.
Au Tour du Pays basque, Liane Lippert est quatrième de la première étape. Le lendemain, au sommet de la Karabieta, elles sont cinq en tête : Cavalli, Vollering, Baril, Rooijakkers et Juliette Labous. Cette dernière est cinquième de l'étape. Lors de la dernière étape, Liane Lippert règle le groupe de poursuite derrière Demi Vollering. Au classement général, Juliette Labous est cinquième et Liane Lippert sixième.
Lors du Tour de Burgos, Floortje Mackaij est sixième du sprint de la première étape. Sur la troisième étape, au sommet de l'Alto Retuerta un groupe de sept se détache à son sommet. Il comprend notamment Juliette Labous et Liane Lippert. Elles se classent septième et troisième. Le dernier jour, à six kilomètres du sommet de la Lagunas de Neila,  Demi Vollering, Juliette Labous et Paula Patiño accélèrent. Elles sont reprises, mais Labous attaque de nouveau. Niamh Fisher-Black et Demi Vollering reviennent, cette dernière produisant une nouvelle attaque. Elle gagne l'étape, mais à cause de sa perte de temps de la veille, le classement général est remporté par Juliette Labous.
À la RideLondon-Classique, Lorena Wiebes remportent les trois étapes au sprint et le classement général,,.

### Juin

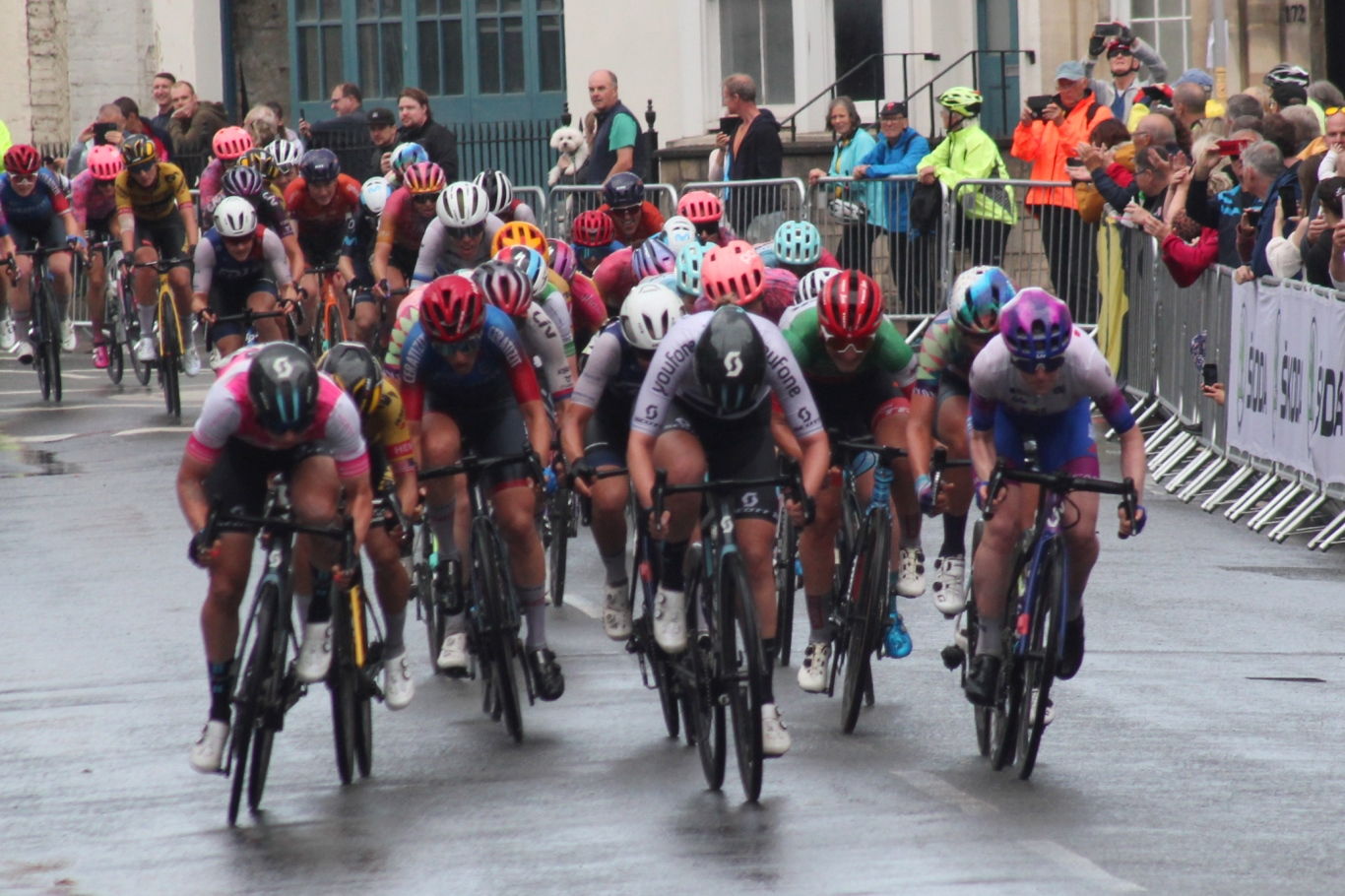
Lorena Wiebes (à gauche) au sprint

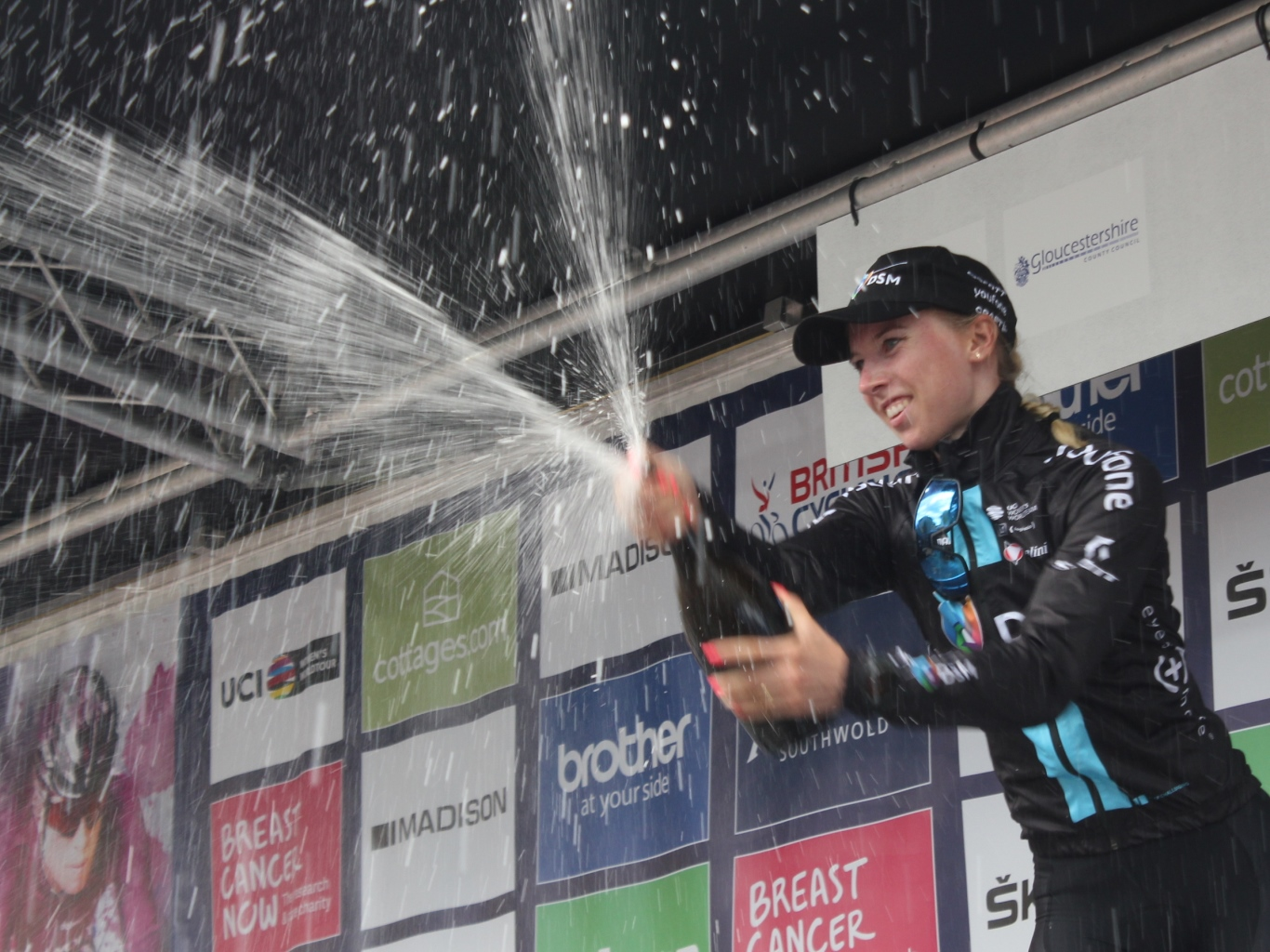
Lorena Wiebes au Women's Tour

Au Women's Tour, Charlotte Kool glisse sur la chaussée humide et chute. Elle entraîne avec elle Lorena Wiebes. Elle gagne les deuxième et troisième étapes au sprint,. Elle récidive sur la dernière étape.
Au Tour de Suisse, sur la première étape, Floortje Mackaij fait partie du groupe de poursuite qui part à sept kilomètres de l'arrivée derrière le trio d'échappée. Elle se classe sixième, Liane Lippert est huitième. Dans la troisième étape, tout se décide dans la montée finale. Liane Lippert est troisième. Floortje Mackaij est septième de la difficile dernière étape. Elle prend la sixième place du classement général final.
Aux championnats nationaux, Liane Lippert gagne sur route en Allemagne. En France, Juliette Labous termine à la deuxième place du championnat de France de contre-la-montre, battue par Audrey Cordon-Ragot de 26 secondes.

### Juillet

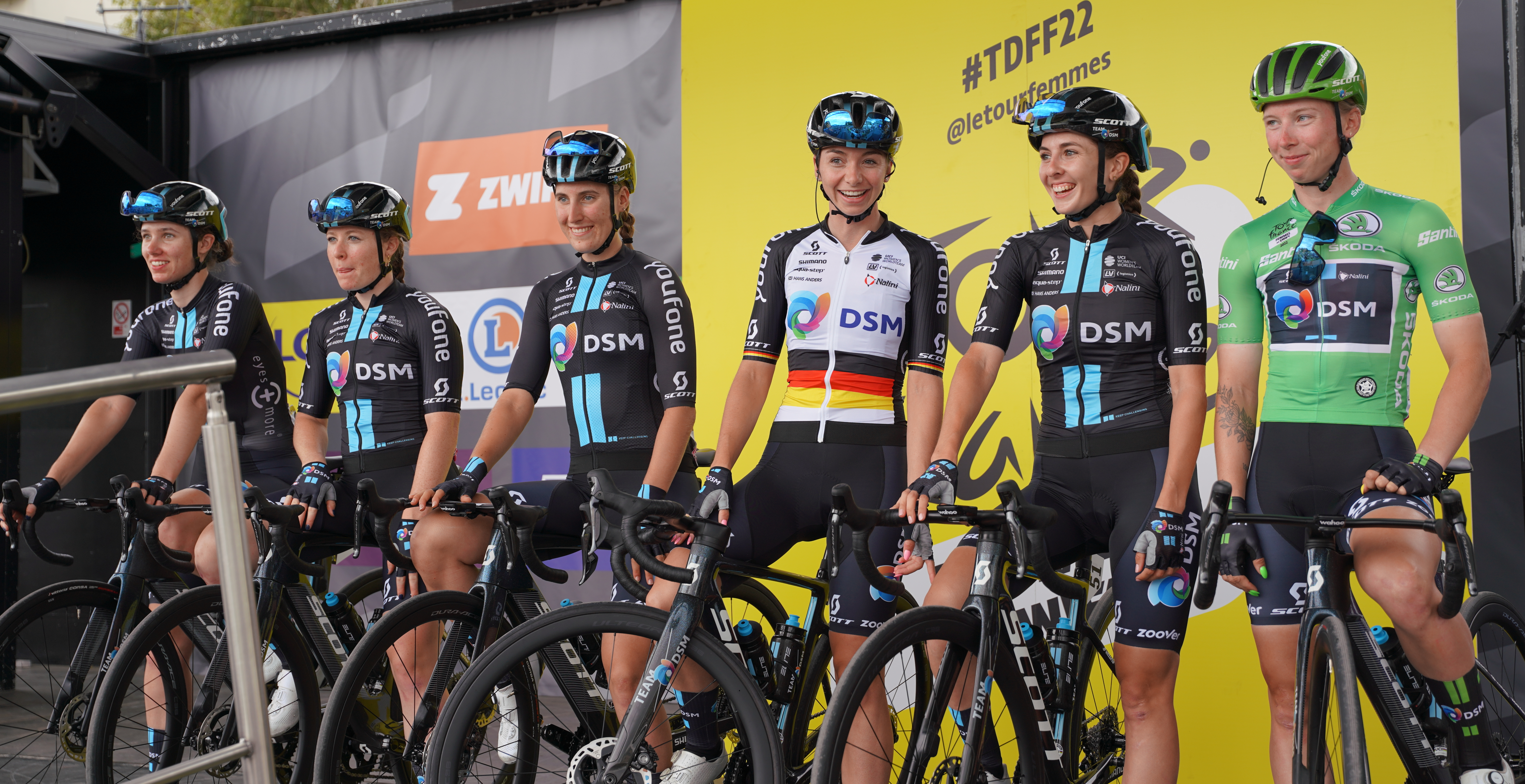
Lors du Tour de France Femmes 2022.

Au Tour d'Italie, Charlotte Kool est troisième du sprint de la deuxième étape,. Elle est deuxième le lendemain derrière Marianne Vos,. Puis une nouvelle deuxième de la cinquième étape, cette fois derrière Elisa Balsamo. Sur la sixième étape, Juliette Labous attaque sur le plat qui suit la descente de la côte de San Pantaleone. lle est suivie par Kristen Faulkner, Anouska Koster et Niamh Fisher-Black. Le peloton les reprend avant le sprint intermédiaire. Le lendemain, elle fait partie du groupe d'échappée. L'avance sur le peloton se réduit à deux minutes dans la dernière ascension. Juliette Labous décide alors de sortir seule à sept kilomètres et demi du sommet. Elle accélère nettement pour aller s'imposer en solitaire. Elle se classe septième sur l'étape suivante, puis huitième lors de la neuvième étape. Elle conclut l'épreuve à la neuvième place. 
À la Baloise Ladies Tour, Lorena Wiebes est deuxième du prologue derrière Ellen van Dijk. Elle s'impose le lendemain au sprint et prend la tête du classement général. Elle récidive sur la deuxième étape et la troisième étape, secteur a. Elle est ensuite quatrième du contre-la-montre, remporté une nouvelle fois par Ellen van Dijk. Elle perd néanmoins quarante-et-une secondes et doit céder son maillot de leader. Elle gagne la dernière étape au sprint. Elle est deuxième du classement général. Elle gagne aussi le classement par points et des sprints.
Au Tour de France, Lorena Wiebes remporte le sprint de la première étape aux Champs-Élysées. Elle gagne ensuite la cinquième étape, toujours au sprint. Elle chute le lendemain dans une descente, alors qu'elle porte le maillot vert et doit abandonner au départ de l'étape suivante. Lors de la première étape de montagne, Juliette Labous ne peut suivre l'accélération d'Annemiek van Vleuten dans le premier col, mais reste avec les autres favorites. Après avoir reprise Elisa Longo Borghini, elle finit quatrième juste derrière Cecilie Uttrup Ludwig. Elle prend la même place au classement général. Lors de l'ultime étape, tout se décide dans l'ultime ascension. Katarzyna Niewiadoma accélère à plusieurs reprises et empêche ainsi Juliette Labous de mettre sa place sur le podium en danger. Labous est cinquième de l'étape et conclut l'épreuve à la quatrième position.

### Août
Au contre-la-montre par équipes de l'Open de Suède Vårgårda, DSM se classe troisième. Sur la course en ligne, dans l'avant-dernier tour, Ellen van Dijk accélère, cela combinée à une attaque d'Audrey Cordon-Ragot, provoque la formation d'un groupe de tête d'environ vingt coureuses. À treize kilomètres de la ligne, la Française passe de nouveau à l'offensive. Elle est suivie par Marianne Vos, Valerie Demey et Pfeiffer Georgi. Bien que ces deux dernières ne roulent pas, l'échappée se dispute la victoire. Pfeiffer Georgi tente au kilomètre, mais Marianne Vos est vigilante. Initialement troisième, Georgi est deuxième après la disqualification de la Néerlandaise,.
Au Tour de Scandinavie, Megan Jastrab est deuxième du sprint de la première étape derrière Marianne Vos. Elle est quatrième le lendemain. Sur la troisième étape, Floortje Mackaij tente mais sans succès. Dans l'étape reine se concluant au sommet du Norefjell, Neve Bradbury passe à l'offensive à trois kilomètres de l'arrivée.
Elle est suivie par Liane Lippert, Cecilie Uttrup Ludwig et Anouska Koster. Lippert et Uttrup Ludwig accélèrent et se disputent la victoire. Cecilie Uttrup Ludwig s'impose dans les derniers mètres. La dernière étape n'apporte pas de modification au classement général, Liane Lippert termine deuxième.
Aux championnats d'Europe sur route, Lorena Wiebes lance le sprint et n'est plus rejointe. Elisa Balsamo est deuxième. Sur piste,  Pfeiffer Georgi est deuxième de la course à l'élimination.
Au Grand Prix de Plouay, dans la dernière côte avant le circuit final, le Stang Varric, Mavi Garcia et Amber Kraak attaquent. À trente-et-un kilomètres du but, elles sont rejointes par neuf autres coureuses dont Juliette Labous. Plus tard, elle revient sur un groupe qui s'est extrait. Un regroupement a néanmoins lieu. Elle attaque ensuite dans la descente, mais est reprise. Elle se classe neuvième.

### Septembre

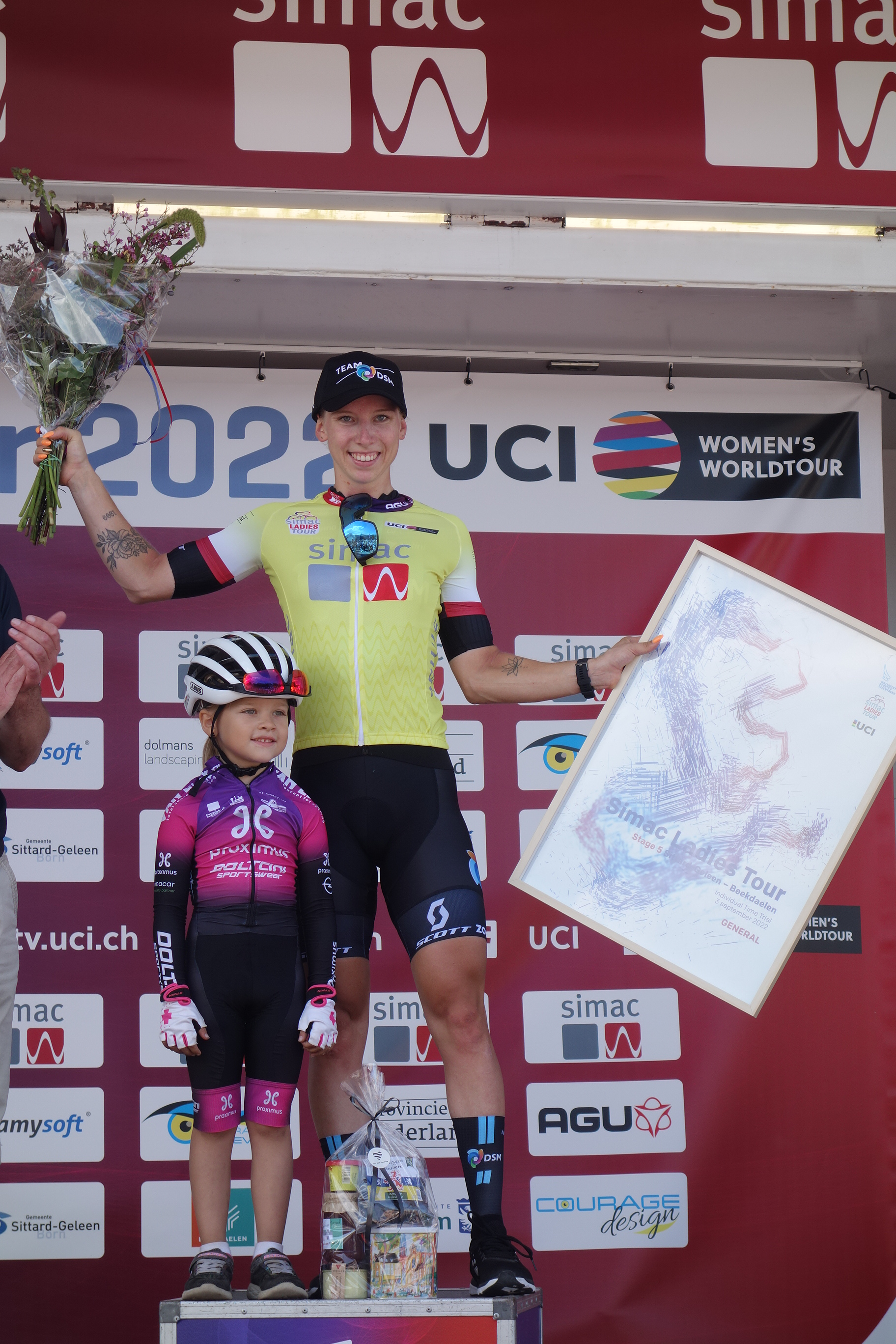
Lorena Wiebes au Simac Ladies Tour

Au Simac Ladies Tour, Lorena Wiebes remporte les deux premières étapes au sprint. Sur la troisième étape, dans le sprint, elle lance le sprint pour son poisson-pilote habituel Charlotte Kool, qui s'impose. Elle résiste lors de la difficile quatrième étape et règle le sprint pour la deuxième place. Lors du contre-la-montre individuel, elle est cinquième et perd vingt-et-une secondes sur Audrey Cordon-Ragot. Elle conserve néanmoins la tête du classement général. Elle est troisième de la dernière étape et remporte ainsi l'épreuve, ainsi que son classement par points.
Au Ceratizit Challenge by La Vuelta, DSM est sixième du contre-la-montre par équipes inaugural. Le lendemain, Annemiek van Vleuten attaque dans la seconde ascension du Fuente las Varas. Elle est tout d'abord suivie entre autres par Liane Lippert, mais celle-ci doit lacher plus loin. Elle termine troisième de l'étape. Sur la quatrième étape, elle tente de sortir dans le final, mais le sprint est inévitable. Elle est cinquième. Megan Jastrab est quatrième du sprint de l'ultime étape. Liane Lippert conclut l'épreuve à la quatrième place du classement général.
Aux championnats du monde, Juliette Labous prend la onzième place du contre-la-montre. Leah Kirchmann est dix-septième. Dans le relais mixte, Liane Lippert est quatrième avec l'équipe d'Allemagne. Juliette Labous est septième avec la France. Sur route, à 25 kilomètres du terme, l'Italienne Elisa Longo Borghini et l'Allemande Liane Lippert s'échappent lors de l'avant-dernière montée du Mount Pleasant. Elles sont poursuivies par la Danoise Cecilie Uttrup Ludwig, la Polonaise Katarzyna Niewiadoma et la Sud-Africaine Ashleigh Moolman qui finissent par revenir sur le duo de tête cinq kilomètres plus loin. Mais les cinq coureuses sont reprises par le peloton. Dans l'ultime ascension du Mount Pleasant. Et ce sont les cinq mêmes coureuses qui avaient fait la course en tête lors du tour précédent qui se retrouvent de nouveau au devant. L'entente dans ce groupe n'est toutefois pas optimale. Ce qui permet le retour de cinq adversaires un peu avant la flamme rouge. Liane Lippert doit se contenter d'une quatrième place. Juliette Labous est septième.

### Octobre
Lorena Wiebes remporte Binche-Chimay-Binche au sprint. Au Tour de Romandie, sur la première étape, Floortje Mackaij attaque. Après un nouveau regroupement, la victoire se joue au sprint dans un groupe de vingt-cinq coureuses. Liane Lippert est seulement devancée par Arlenis Sierra. Sur l'étape reine, Elise Uijden et Georgia Baker sortent en début d'étape. Elles sont reprises avant la première difficulté. Moolman-Pasio imprime un rythme élevé à huit kilomètres du terme. Elle est suivie par Liane Lippert, Petra Stiasny et Annemiek van Vleuten. D'autres coureuses reviennent, mais à six kilomètres et demi, Van Vleuten passe à l'offensive. Le groupe de quatre se reforme alors. Aux trois kilomètres, Moolman-Pasio attaque de nouveau. Liane Lippert est lâchée et finit quatrième. La dernière étape ne change pas le classement général. Liane Lippert est quatrième et meilleure jeune. Elise Uijen est la meilleure grimpeuse.

## Victoires

### Sur route
| Victoires | Victoires                                   | Victoires   | Victoires | Victoires       | Victoires |
| Date      | Course                                      | Pays        | Classe    | Vainqueur       |           |
| --------- | ------------------------------------------- | ----------- | --------- | --------------- | --------- |
| 9 mars    | GP Oetingen                                 | Belgique    | 1.1       | Lorena Wiebes   |           |
| 12 mars   | Tour de Drenthe                             | Pays-Bas    | 1.WWT     | Lorena Wiebes   |           |
| 16 mars   | Nokere Koerse                               | Belgique    | 1.Pro     | Lorena Wiebes   |           |
| 6 avr.    | Grand Prix de l'Escaut                      | Belgique    | 1.1       | Lorena Wiebes   |           |
| 7 mai     | Grand Prix Eco-Struct                       | Belgique    | 1.1       | Charlotte Kool  |           |
| 22 mai    | Classement général, Tour de Burgos          | Espagne     | 2.WWT     | Juliette Labous |           |
| 27 mai    | 1re étape, RideLondon-Classique             | Royaume-Uni | 2.WWT     | Lorena Wiebes   |           |
| 28 mai    | 2e étape, RideLondon-Classique              | Royaume-Uni | 2.WWT     | Lorena Wiebes   |           |
| 29 mai    | Classement général, RideLondon-Classique    | Royaume-Uni | 2.WWT     | Lorena Wiebes   |           |
| 29 mai    | 3e étape, RideLondon-Classique              | Royaume-Uni | 2.WWT     | Lorena Wiebes   |           |
| 7 juin    | 2e étape du Tour de Grande-Bretagne féminin | Royaume-Uni | 2.WWT     | Lorena Wiebes   |           |
| 8 juin    | 3e étape du Tour de Grande-Bretagne féminin | Royaume-Uni | 2.WWT     | Lorena Wiebes   |           |
| 11 juin   | 6e étape du Tour de Grande-Bretagne féminin | Royaume-Uni | 2.WWT     | Lorena Wiebes   |           |
| 26 juin   | Championnat d'Allemagne sur route           | Allemagne   | CN        | Liane Lippert   |           |
| 7 juill.  | 7e étape du Tour d'Italie                   | Italie      | 2.WWT     | Juliette Labous |           |
| 14 juill. | 1re étape, Baloise Ladies Tour              | Pays-Bas    | 2.1       | Lorena Wiebes   |           |
| 15 juill. | 2e étape, Baloise Ladies Tour               | Pays-Bas    | 2.1       | Lorena Wiebes   |           |
| 16 juill. | 3ea étape, Baloise Ladies Tour              | Pays-Bas    | 2.1       | Lorena Wiebes   |           |
| 17 juill. | 4e étape, Baloise Ladies Tour               | Pays-Bas    | 2.1       | Lorena Wiebes   |           |
| 24 juill. | 1re étape du Tour de France Femmes          | France      | 2.WWT     | Lorena Wiebes   |           |
| 28 juill. | 5e étape du Tour de France Femmes           | France      | 2.WWT     | Lorena Wiebes   |           |
| 21 août   | Championnat d'Europe sur route              | Allemagne   | CC        | Lorena Wiebes   |           |
| 30 août   | 1re étape, Simac Ladies Tour                | Pays-Bas    | 2.WWT     | Lorena Wiebes   |           |
| 31 août   | 2e étape, Simac Ladies Tour                 | Pays-Bas    | 2.WWT     | Lorena Wiebes   |           |
| 1 sept.   | 3e étape, Simac Ladies Tour                 | Pays-Bas    | 2.WWT     | Charlotte Kool  |           |
| 4 sept.   | Classement général, Simac Ladies Tour       | Pays-Bas    | 2.WWT     | Lorena Wiebes   |           |
| 17 sept.  | 2e étape du Tour de la Semois               | Belgique    | 2.2       | Lorena Wiebes   |           |
| 4 oct.    | Binche Chimay Binche pour Dames             | Belgique    | 1.1       | Lorena Wiebes   |           |

### Résultats sur les courses majeures

#### World Tour
| Date                | #  | Course                                                   | Pays        | Meilleure classée | Classement |
| ------------------- | -- | -------------------------------------------------------- | ----------- | ----------------- | ---------- |
| 5 mars              | 1  | Strade Bianche                                           | Italie      | Liane Lippert     | 13e        |
| 12 mars             | 2  | Tour de Drenthe                                          | Pays-Bas    | Lorena Wiebes     | Vainqueur  |
| 20 mars             | 3  | Trofeo Alfredo Binda-Comune di Cittiglio                 | Italie      | Juliette Labous   | 11e        |
| 24 mars             | 4  | Trois Jours de La Panne                                  | Belgique    | Lorena Wiebes     | 2e         |
| 27 mars             | 5  | Gand-Wevelgem                                            | Belgique    | Pfeiffer Georgi   | 15e        |
| 3 avril             | 6  | Tour des Flandres                                        | Belgique    | Floortje Mackaij  | 14e        |
| 10 avril            | 7  | Amstel Gold Race                                         | Pays-Bas    | Liane Lippert     | 3e         |
| 16 avril            | 8  | Paris-Roubaix                                            | France      | Floortje Mackaij  | 6e         |
| 20 avril            | 9  | Flèche wallonne                                          | Belgique    | Liane Lippert     | 7e         |
| 24 avril            | 10 | Liège-Bastogne-Liège                                     | Belgique    | Liane Lippert     | 8e         |
| 13-15 mai           | 11 | Classique de Saint-Sébastien                             | Espagne     | Juliette Labous   | 5e         |
| 19-22 mai           | 12 | Tour de Burgos                                           | Espagne     | Juliette Labous   | Vainqueur  |
| 27-29 mai           | 13 | RideLondon-Classique                                     | Royaume-Uni | Lorena Wiebes     | Vainqueur  |
| 6-11 juin           | 14 | The Women's Tour                                         | Royaume-Uni | Lorena Wiebes     | 32e        |
| 1-10 juillet        | 15 | Tour d'Italie                                            | Italie      | Juliette Labous   | 9e         |
| 24-31 juillet       | 16 | Tour de France                                           | France      | Juliette Labous   | 4e         |
| 6 août              | 17 | Contre-la-montre par équipes de l'Open de Suède Vårgårda | Suède       | DSM               | 3e         |
| 7 août              | 18 | Open de Suède Vårgårda                                   | Suède       | Pfeiffer Georgi   | 2e         |
| 9-14 août           | 19 | Tour de Scandinavie                                      | Norvège     | Liane Lippert     | 2e         |
| 27 août             | 20 | Grand Prix de Plouay                                     | France      | Juliette Labous   | 9e         |
| 30 août-4 septembre | 21 | Simac Ladies Tour                                        | Pays-Bas    | Lorena Wiebes     | Vainqueur  |
| 7-11 septembre      | 22 | Ceratizit Challenge by La Vuelta                         | Espagne     | Liane Lippert     | 4e         |
| 7-9 octobre         | 23 | Tour de Romandie                                         | Suisse      | Liane Lippert     | 4e         |

Lorena Wiebes est quatrième du classement individuel. DSM est troisième du classement par équipes.

#### Grands tours
| Grand tour            | Tour d'Italie        | Tour de France       |
| --------------------- | -------------------- | -------------------- |
| Coureuse (classement) | Juliette Labous (9e) | Juliette Labous (4e) |
| Accessits             | 1 étape              | 2 étapes             |

## Classement mondial
| Classement UCI | Classement UCI   | Classement UCI | Classement UCI |
| Coureuse       | Coureuse         | Pays           | Points         |
| -------------- | ---------------- | -------------- | -------------- |
| 2e             | Lorena Wiebes    | Pays-Bas       | 3830 pts       |
| 7e             | Liane Lippert    | Allemagne      | 2411 pts       |
| 12e            | Juliette Labous  | France         | 1924.33 pts    |
| 33e            | Pfeiffer Georgi  | Royaume-Uni    | 899 pts        |
| 34e            | Floortje Mackaij | Pays-Bas       | 870 pts        |
| 93e            | Charlotte Kool   | Pays-Bas       | 347 pts        |
| 153e           | Megan Jastrab    | États-Unis     | 197 pts        |
| 158e           | Esmée Peperkamp  | Pays-Bas       | 193 pts        |
| 334e           | Francesca Barale | Italie         | 77 pts         |
| 827e           | Leah Kirchmann   | Canada         | 16 pts         |
| 935e           | Léa Curinier     | France         | 10 pts         |

DSM est troisième du classement par équipes.